# 夫琅禾费衍射

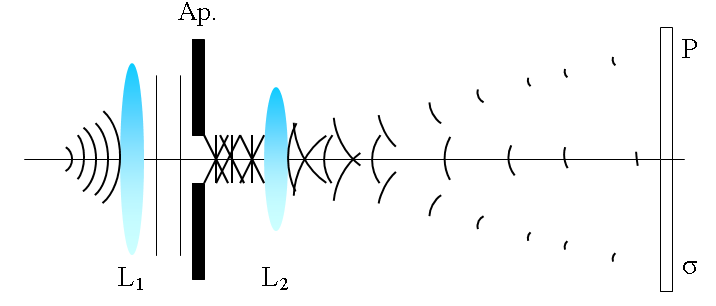
圖為產生衍射的一組光學實驗裝置，在近場可見菲涅耳衍射。圖中一波動被衍射，並於點被觀測到。由於這點的位置較後，在菲涅耳臨界值之外（即遠場），故產生夫琅禾费衍射。

在光學上，夫琅禾费衍射（以约瑟夫·冯·夫琅和费命名），又稱遠場衍射，是波動衍射的一種，在場波通過圓孔或狹縫時發生，導致觀測到的成像大小有所改變，成因是觀測點的遠場位置，及通過圓孔向外的衍射波有漸趨平面波的性質。
夫琅禾费衍射可在菲涅耳衍射的近場距離外觀測到，而菲涅耳衍射會同時影響到成像的大小及形狀，而且只會在菲涅耳數 {\displaystyle F\ll 1}時才會發生，這時候可以使用平行光束近似。

## 夫琅禾费近似
在純量衍射理論中，夫琅禾费近似是對菲涅耳衍射積分的遠場近似式，
{\displaystyle U(x,y)={\frac {e^{ikz}e^{{\frac {ik}{2z}}(x^{2}+y^{2})}}{i\lambda z}}\iint _{-\infty }^{\infty }\,u(x',y')e^{-i{\frac {2\pi }{\lambda z}}(x'x+y'y)}dx'\,dy'}。 

## 形式

### 解釋
夫琅禾费衍射使用惠更斯－菲涅耳原理，藉以把通過圓孔或狹縫的一波動分成多個向外的波動，使用透鏡來有目的地衍射光的觀測實驗一般被用作描述這個原理。當波動通過時，波動會被衍射分成兩個波動，之後以平行的角度各自行進，後面跟着進來的波動亦是如此，在觀測時把屏幕放在行進路線上來看成像條紋這個方法就用到這樣的原理。
當一遭到衍射的波動在最初衍射點的近場距離，在與其他波動平行下被觀測到時，我們會看到菲涅耳衍射，因為用圓孔與屏幕{\displaystyle \sigma }
間距離用菲涅耳數方程式計算出的結果小於1，這方程可在觀測平行波的衍射程度時用到，方程需要的物理量為圓孔或縫隙的大小{\displaystyle a}、波長{\displaystyle \lambda }以及離圓孔的距離{\displaystyle L}。當距離或波長增加時，由於在圓孔或物件邊緣的波動開始變得像平面波，所以會產生夫琅禾费衍射。

### 圓孔形式
觀測時，會看到菲涅耳衍射所產生的圓孔成像，大小與形狀會與原來的圓孔不一樣，即是說邊緣多少會有一些鋸齒在，但是夫琅禾费衍射的成像則只有大小的改變，這是因為遠場的波動比較接近平行光束及平面波的性質。
遠場衍射條紋可在校準好的透鏡的成像平面上被觀測到（大小除外）。點狀光源在衍射屏產生的遠場條紋可在光源的成像平面上被觀測到。
假如一光源與觀察用的屏幕離衍射圓孔（可以是狹縫）足夠遠的話，到達圓孔及屏幕的波前可被視為準直或平面波。菲涅耳衍射（或近場衍射）只會在上述情況不被滿足時發生，而這時就需要考慮到入射波前的弧度。
在遠場衍射中，如果觀測屏幕在圓孔不動時往後移動，則產生的條紋會一致地改變大小。但近場衍射則不會這樣，衍射條紋的大小與影狀都會改變。

### 狹縫形式
要做到夫琅禾费狹縫衍射，可以使用兩塊透鏡及一片屏幕。使用點狀光源及準直透鏡可以做出平行光束，然後這光束會通過狹縫。狹縫後會有另一塊透鏡，把平行光束聚焦到屏幕上作觀測之用。同樣的設置可用於多狹縫衍射，會造出不同的衍射條紋。
由於這種衍射數學上並不複雜，實驗設置可以很準確地找出入射單色光的波長。

### 振幅透射率
在以下的表述，我們假設電場或其他場可用下式表示：
{\displaystyle \psi _{0}(x,y,z,t)=\ e^{i(kz-\omega t)}}。
下面將會假設所有的場大小都跟時間有關係，而關係式為{\displaystyle \exp(-i\omega t)}。如果這些場入射{\displaystyle xy}平面上的一個光圈，光圈的複數透射率為{\displaystyle T(x,y)}，這樣我們就可以通過惠更斯－菲涅耳原理及平行光束近似，來計算出遠場衍射與遠場球坐標角度{\displaystyle (\theta ,\phi ,r)}的關係函數，
{\displaystyle \psi _{\mathrm {rad} }(\theta ,\phi ,r)\,\propto \,{\frac {e^{ikr}}{r}}\int _{-\infty }^{\infty }\int _{-\infty }^{\infty }\psi _{0}(x,y)\,T(x,y)\,e^{ik\sin \theta (x\cos \phi +y\sin \phi )}\,dx\,dy}。
其中 {\displaystyle k=2\pi /\lambda }為入射波動的波數。上式是光圈函數傅立葉變換，其中傅立葉核為
{\displaystyle \ e^{ik\sin \theta (x\cos \phi +y\sin \phi )}}。
注意光圈函數取的量為複數場，而不是波動的強度（振輻的平方）。複數值是用於表示相位差的。
在許多個案中，{\displaystyle y}、{\displaystyle \phi }及{\displaystyle \theta \ll 1}對衍射不構成影響。那麼此時上面的積分式就可以被簡化成
{\displaystyle \psi _{\mathrm {rad} }(\theta )\propto \int _{-\infty }^{\infty }\psi _{0}(x)\,T(x)\,e^{i(k\theta )x}\,dx,}
其中我們同時也忽略掉與{\displaystyle r}的關係。這是從空間坐標{\displaystyle x}到{\displaystyle u\equiv k\theta }的傅立葉變換。
在上述兩種近似下，方程都不會提供絕對振幅，因為（電）場在空間積分後並不會像能量或功率這些物理量那樣守恆。要求得振輻必須把積分歸一化，使得
{\displaystyle \int |\psi _{\mathrm {rad} }(\theta ,\phi ,r)|^{2}r^{2}\sin \theta \,d\theta \,d\phi =\int |\psi _{0}\,T(x,y)|^{2}\,dx\,dy}。

## 例子

### 狹縫衍射
夫琅禾费衍射最簡單的例子是狹縫衍射，即{\displaystyle \ -a/2<x<a/2}時{\displaystyle \ T(x)=1}，而其他時候則{\displaystyle \ T(x)=0}。在這個例子中，
{\displaystyle \psi _{rad}(\theta )\propto \mathrm {sinc} \left({\frac {\pi a\theta }{\lambda }}\right),}
非歸一化sinc函數的最大值位於{\displaystyle \theta =0}，而零值則位於{\displaystyle \theta =\pm n\lambda /a}，其中{\displaystyle n=1,2,\ldots }。

### 高斯剖面
一高斯剖面（例如投影片上模糊的透光大圓點）為{\displaystyle f(x)=\exp(-ax^{2})}的光圈會造成
{\displaystyle \psi (\theta )=\exp \left({\frac {-k^{2}\theta ^{2}}{4a}}\right)}。
例如，假設有一雷射光，其強度剖面的半峰全寬為{\displaystyle W}，則{\displaystyle a=2\ln 2/W^{2}}。波長為{\displaystyle \lambda }時，波幅的剖面為
{\displaystyle \psi (\theta )=\exp \left(-{\frac {\pi ^{2}W^{2}}{2\lambda ^{2}\ln 2}}\theta ^{2}\right),}
也就是說強度的角半峰全寬為{\displaystyle 2\lambda \ln 2/\pi W\approx 0.44\lambda /W}。

## 另見
- 基爾霍夫衍射公式
- 基爾霍夫積分定理

### 文獻
- Hecht, E. . Addison Wesley. 1987. ISBN 0-201-11611-1.
- Jenkins, F., White, H. . McGraw-Hill INC. 1976. ISBN 0-07-032330-5.

## 外部連結
- 夫琅禾费衍射（页面存档备份，存于） ScienceWorld網站（英文）
- 夫琅禾费衍射（页面存档备份，存于） HyperPhysics網站（英文）